# 蘭浦爾縣
蘭浦爾縣是印度的一個縣，位於該國北部，由北方邦負責管轄，面積2,367平方公里，識字率為55.08%，人口在2001至2011年期間增長21.4%，2011年普查人口總數為2,335,398人，人口密度每平方公里987人。
28°48′00″N 79°01′12″E / 28.80000°N 79.02000°E